# International Taekwon-Do Federation
Pour les articles homonymes, voir ITF.

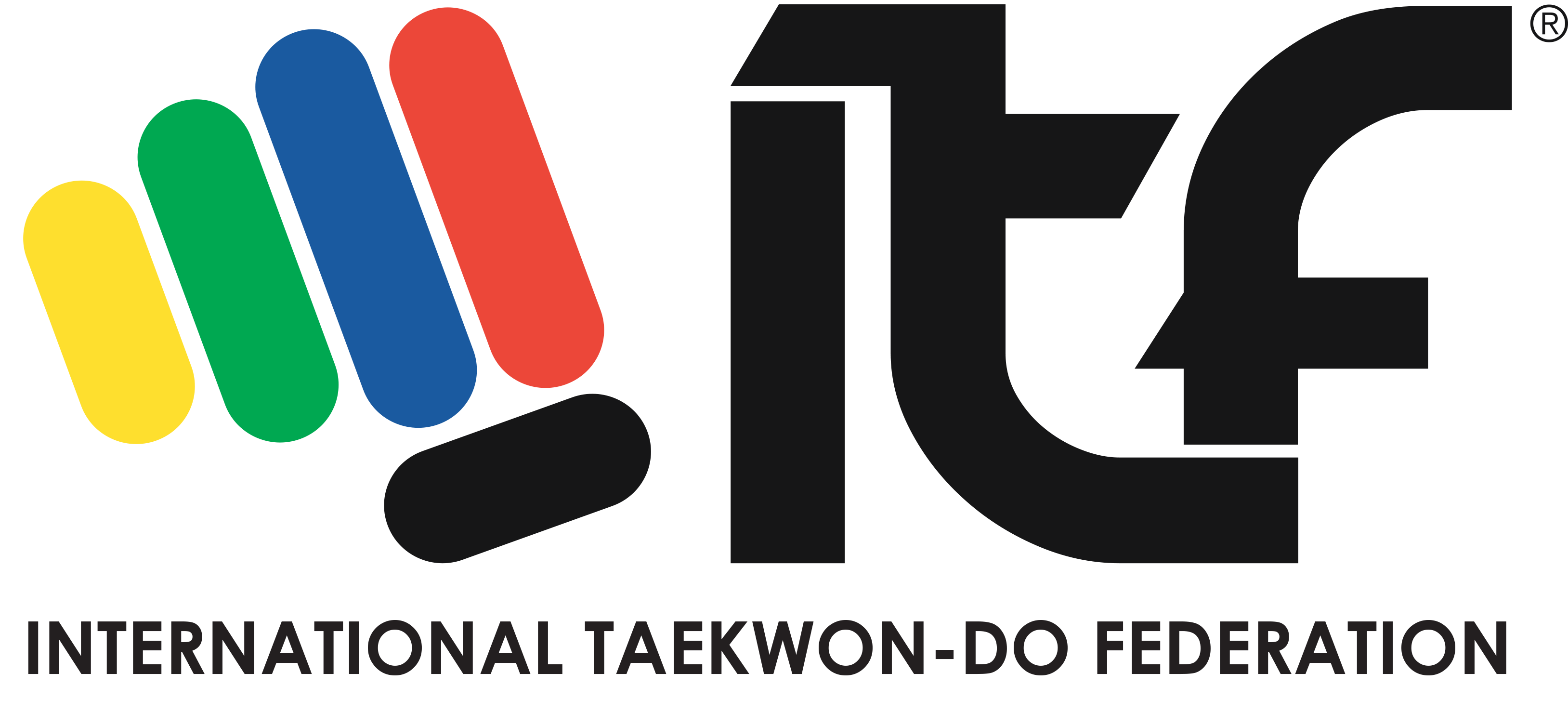
Le logo de la fédération Internationale de Taekwon-Do

L’International Taekwon-Do Federation (nom souvent abrégé sous le sigle ITF) est la plus ancienne fédération internationale de taekwondo et, avec la WT (World Taekwondo), une des deux principales à l'heure actuelle. Elle a été fondée le 22 mars 1966 à Séoul par le général Choi Hong Hi (최홍희).